# Kosmos 2408
Kosmos 2408, ruski vojni komunikacijski satelit iz programa Kosmos. Vrste je Strijela-3 (br. 149 L (49)).
Lansiran je 23. rujna 2004. godine u 15:07 s kozmodroma Pljesecka u Rusiji. Lansiran je u nisku orbitu oko planeta Zemlje raketom nosačem Kosmos-3M 11K65M. Orbita mu je 1470 km u perigeju i 1496 km u apogeju. Orbitna inklinacija mu je 82,48°. Spacetrackov kataloški broj je 28419. COSPARova oznaka je 2004-037-A. Zemlju obilazi u 115,60 minuta. 
Strijela-3 su sateliti namijenjeni vojnim i vladinim komunikacijama. Bili su jednostavni sustav pohrane-ispuštanja posebice koristan u prosljeđivanju (relejno) neesencijalna prometa između Ruske Federacije i prekomorskih postaja ili snaga.
Jedan je od dvaju lansiranih satelita lansiranih 19. kolovoza 2003. godine. Svi su u orbiti, uključujući i dio koji se odvojio tijekom misije.

## Vanjske poveznice
- N2YO.com Search Satellite Database
- Celes Trak SATCAT Format Documentation (engl.)
- Kunstman  Arhivirana inačica izvorne stranice od 12. kolovoza 2019. (Wayback Machine) Satellites in Orbit (engl.)